# Dmitri Aleksandrovich Belevitin
Dmitri Aleksandrovich Belevitin (tiếng Nga: Дмитрий Александрович Белевитин; sinh ngày 14 tháng 10 năm 1991) là một cầu thủ bóng đá người Nga. Anh thi đấu cho FC Luki-Energiya Velikiye Luki.

## Sự nghiệp câu lạc bộ
Anh ra mắt chuyên nghiệp tại Giải bóng đá chuyên nghiệp quốc gia Nga cho FC Kolomna vào ngày 12 tháng 7 năm 2014 trong trận đấu với FC Dolgoprudny.